# JAVA WA JAVA 〜IN THE BOOK OF GODIEGO〜
『JAVA WA JAVA 〜IN THE BOOK OF GODIEGO〜（ジャヴァ・ワ・ジャヴァ〜イン・ザ・ブック・オブ・ゴダイゴ〜）』とは、1999年11月5日に発売されたゴダイゴの22枚目のシングル。

## 解説
- 1999年に3ヶ月限定で活動再開したゴダイゴが出したシングルで、1983年発売の『キャリー・ラヴ』以来16年ぶりのリリースとなった。
- アルバム『WHAT A BEAUTIFUL NAME』からのシングルカットで、表題曲は全詞英語の「VISIONS OF LOVE（ヴィジョンズ・オブ・ラヴ）」を日本語に改めたもの。

## 収録曲
1. JAVA WA JAVA 〜IN THE BOOK OF GODIEGO〜（ジャヴァ・ワ・ジャヴァ〜イン・ザ・ブック・オブ・ゴダイゴ〜）
  - 作詞:山上路夫　作曲:タケカワユキヒデ　編曲:ミッキー吉野
2. GATEWAY TO THE DRAGON ~NEW BEAT~（ゲイトウェイ・トゥ・ザ・ドラゴン）
  - 作詞・作曲・編曲:ミッキー吉野